# 양양경찰서
양양경찰서(襄陽警察署)는 강원특별자치도 양양군을 관할하기 위해 수복 후 1954년에 설치된 강원도 경찰국 산하의 경찰서이다. 1963년 속초시가 신설되면서 속초시로 경찰서가 이전하고, 속초경찰서로 개칭하였다. 현재 양양군 주민들은 양양경찰서의 재설치를 요구하고 있으며, 정부에서도 검토중이다. 2018년에 2019년 예산안을 심의할 때도 행정안전부에서 신설 예산을 요구했으나 기획재정부의 반려로 무산되었다.
이후 양양경찰서 재개서가 확정되었으며, 현재 2025년 하반기 개서를 목표로 공사 중이다.